# Kreppling
Kreppling ist ein Gemeindeteil der Gemeinde Kirchensittenbach im Landkreis Nürnberger Land (Regierungsbezirk Mittelfranken, Bayern). Kreppling liegt in der Gemarkung Treuf.

## Lage
Der Weiler liegt nördlich von Treuf, östlich von Siglitzhof und südöstlich von Wallsdorf an der Verbindungsstraße von Treuf nach Wallsdorf. Im Nordwesten befindet sich der Treuferberg (515 m). Kreppling besteht aus acht landwirtschaftlichen Anwesen und ist von Wiesen, Feldern und Wäldern umgeben. Durch den Ort verläuft der Fränkische Marienweg.

## Geschichte
Bei der Auflösung der Gemeinde Treuf am 1. Januar 1972 kam Kreppling zur Gemeinde Kirchensittenbach.

## Sehenswertes in der Umgebung
- Bismarckgrotte bei Rinnenbrunn
- Düsselbacher Wand
- Geiskirche (Naturdenkmal)
- Petershöhle bei Hartenstein
- Steinerne Rinne
- Schlangenfichte von Großmeinfeld
- Riffelfelsen
- Windloch bei Großmeinfeld (Höhle)